# Metiólkine
Metiólkine (en ucraïnès: Метьолкіне, en rus Метёлкино, Metiólkino) és una vila, un possiólok, a l'óblast de Luhansk a Ucraïna, situada actualment a zona autoproclamada República Popular de Luhansk de la Rússia. El 2019 tenia 785 habitants.